# Сан-Фермін
Фестиваль Сан-Фермін (ісп. Sanfermines) — один з найвідоміших фестивалів в Іспанії і в усьому світі, що відзначається щорічно в Памплоні з 6 по 14 липня на честь святого Ферміна.

## Опис
Це безперервне свято триває 204 години поспіль. Центр барвистих багатоденних свят — «енсієрро» — біг биків вулицями міста, який привертає увагу гостей з усіх континентів. Святкування починається рівно о 12:00 6-го липня (Ayuntamiento). З балкона будівлі мерії запускають ракету (chupinazo), що сповіщає початок свята.
Кожного фестивального ранку в 8 годині 6 биків випускаются із загороди поблизу площі Санто-Домінго, звідки вони біжать по місту до арени на площі Хемінгуея (саме він прославив фестиваль Сан-Фермін у своїх творах). Поруч з биками біжать сотні місцевих жителів і туристів, які перевіряють свою хоробрість перед грізними рогами тварин. Далеко не завжди це видовище закінчується благополучно для сміливців, але щороку все нові і нові учасники цього свята збираються на вулицях міста.
Забіги тривають щодня до 14 липня. Тисячі людей тікають від розлючених биків вулицями старого міста. Забіг відстаню 849 м до арени, де проводяться бої з биками, триває в цілому 2-3 хвилини. Під час заходу чергують рятувальники Червоного хреста, що готові допомогти пораненим.
Середній вік учасників за статистикою становить 28 років. Деякі учасники під час забігу тримають згорнуту газету, якщо бігун відчуває, що бик доганяє його, він кидає газету перед биком, щоб на час відвернути бика і вислизнути від нього. Маршрут енсієрро позначений на всіх картах Памплони, його легко простежити і безпосередньо на місцевості: червоною фарбою зроблені позначки прямо на вулицях. Дорога веде від памплонського палацу, колишньої королівської резиденції та закінчується на арені, після того як 6 биків роблять останнє коло їх заганяють в стійла.
Весь день в місті тривають народні гуляння, всі п'ють вино і беруть участь в жартівливих заходах з борошном, какао і сирими яйцями. Завершенням свята служить північна меса у Кафедральному соборі, де знаходяться мощі Святого Ферміна, що народився у 272 році в Памплоні, помер в 303 році в Ам'єні (Франція). Фермін проповідував євангеліє за часів Римської імперії в Галії. Мощі святого були перенесені до Памплони в 1186 році. Тисячі учасників запалюють свічки на соборній площі, роблячи її схожою на море з вогню, а о півночі 14-го липня багатотисячний натовп співає прощальну пісню «Бідний я».

## Історія
Витоки свята Сан-Фермін сходять ще до середньовіччя, коли пастухи з передмість гнали своїх биків до Памплони на арену бою. Місцеві жителі допомагали їм, підхльостуючи биків. Так рік за роком це дійство обростало традиціями, перетворившись в XIII столітті в свято, на честь святого покровителя королівства Наварра Сан Ферміна.
Спочатку це був дводенне свято, що відзначалося 10 жовтня. У 1591 році жителі Памплони, стомлені непередбачуваною осінньою погодою, попросили єпархію перенести святкування на честь Св. Ферміна на літо. З тих пір День Святого Ферміна святкують 7 липня а самі святкування починаються 6 липня.
У давні часи, коли життя селян і ремісників орієнтувалося на сонце, забіги починалися в 6 год ранку, пізніше їх перенесли на 7 год, а зараз вони починаються о 8 год.
У 1867 році, після декількох невдалих спроб влади заборонити свято, був виданий звід правил, що регулює поведінку учасників енсієрро, з метою знизити травматизм і смертність.
У 1923 році вперше свято Сан-Фермін у Памплоні відвідав Ернест Хемінгуей. Натхненний красою міста, атмосферою і традиціями свята, він написав роман «І сонце сходить», який прославив свято в іспанській Памплоні на весь світ, завдяки чому тепер сюди з'їжджаються сотні тисяч і мільйони туристів. Особливо це свято популярне в англійців, американців і австралійців.
Згідно з офіційними документами, найтрагічнішим виявився 1924 рік, коли загинуло 15 осіб. Останній смертельний випадок під час енсієрро стався в 2009 році, коли бик на прізвисько Капучино проткнув своїм рогом шию 27-річного хлопця, який упав на заключних метрах естафети.
Не дивлячись на всю небезпеку даного заходу, рік від року кількість його учасників тільки збільшується. Найбільше постраждалих зустрічається саме серед іноземних туристів, які не так добре знайомі з містом, нюансами естафети і, найчастіше, занурившись в атмосферу нестримних веселощів, забувають про норми безпеки.